# ال‌دورادو

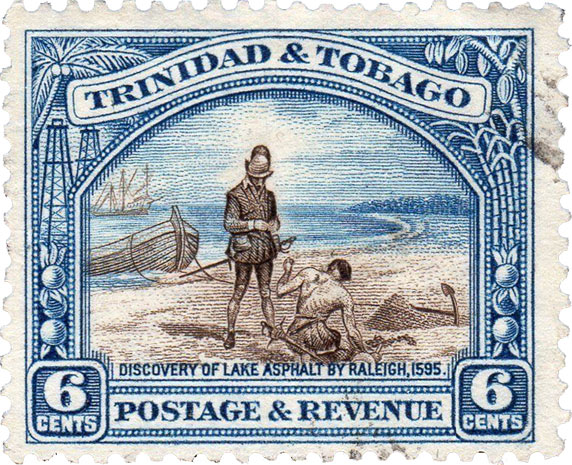
ال‌دورادو

ال‌دورادو(تلفظ [el doˈɾaðo]، زبان اسپانیایی "نجاتگر زرین یا شخصِ زرین") نام رئیس قبیله ای از مویزکا است که خود را با گرد و غبار طلا پوشاند و برای شروع مراسم در دریاچه گواداویتا شیرجه زد. پسینترها این نام به نام افسانه ایِ شهر گمشده طلا اختصاص یافت و کاشفان اسپانیایی(کنکیستادور) مجذوب آن شدند و ظاهراً این شهر در دریاچه پریم در ارتفاعات گویان واقع شده بود.
سر والتر رالی که جستجو برای یافتن الدورادو در سال ۱۵۹۹ را دنبال می‌کرد، الدورادو را شهری در کنار دریاچه پریم و دور از رود اورینوکو در گویان توصیف کرد. این شهر بر دریاچه و در انگلیس بر روی نقشه و دیگر نقشه‌ها مشخص شده بود تا اینکه توسط الکساندر فون هومبولت و در پی جستجوهایش در آمریکای لاتین در (۱۷۹۹ تا ۱۸۰۴) رد شد.